# Region Wołżańsko-Wiacki

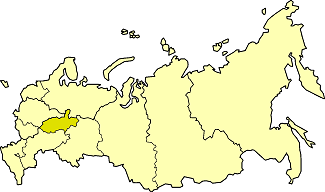
Wołżańsko-Wiacki region ekonomiczny na mapie Rosji.

Region Wołżańsko-Wiacki (ros. Во́лго-Вя́тский экономи́ческий райо́н, Wołgo-Wiatskij ekonomiczeskij rajon) – jeden z dwunastu regionów ekonomicznych Rosji. Powierzchnia regionu wynosi ponad 265 tysięcy km kwadratowych. Region zamieszkuje około 7 517 700 ludzi (dane z 2010 roku), przy gęstości zaludnienia 32 osób/km ², z czego 70% populacji mieszka w miastach.
Największy miastami przemysłowymi regionu są tu: Niżny Nowogród, Kirow, Czeboksary, Sarańsk, i Joszkar-Oła.

## Jednostki administracyjne regionu
- Mordowia
- Czuwaszja
- Obwód kirowski
- Republika Maryjska
- Obwód niżnonowogrodzki